# Chuletón de Ávila
Le chuletón de Ávila est un plat typique de la province d'Ávila, en Espagne. Il est obtenu à partir d'une côte de bœuf, de vache ou de veau de la race Avileña-Negra Iberica, originaire de Castille. Il s'agit d'une grande escalope de veau préparée sur le gril et généralement servie saignante, le mode de préparation le plus traditionnel dans la région.

## Caractéristiques
Il s'agit d'un steak qui est généralement rôti et qui peut peser plus d'un kilo. Le chuletón est fabriqué à partir de bœuf Avileña, une race autochtone de bovins noirs. La renommée de cette race a dépassé les frontières de la province et on la trouve dans d'autres régions d'Espagne. Il est généralement préparé avec peu de condiments, parfois accompagné de pommes de terre, de laitue et de fleur de thym. Il est généralement servi sur une planche en bois, car sa grande taille ne lui permet pas de tenir dans une assiette. 